# Stramonita haemastoma
Stramonita haemastoma o Thais haemastoma es un molusco de la familia de Muricidae. Tiene la característica especial de soltar un líquido de color púrpura (azul violáceo). Este color era utilizado por los romanos e indicaba poder. Uno de los lugares donde se podía encontrar este molusco en la antigüedad era la Isla de Lobos, un islote que pertenece a las islas Canarias.
Este caracol habita tanto en zonas de mediolitoral como infralitoral inferior. Está presente en toda la costa Mediterránea, Océano Atlántico y Mar Cantábrico. Puede ser localizado en profundidades entre los 3 y los 30 metros mayoritariamente en zonas pobladas de fanerógamas marinas Posidonia oceanica y Cymodocea nodosa. Es una especie carnívora y carroñera. Su captura está restringida y de encontrarla en alguna lonja de venta de pescado se ha de mantener en acuario con una densidad algo superior a la de especies tropicales y de arrecife: En torno a los 1026 de densidad propios del Mar Mediterráneo. Temperatura entre los 18 y 23 °C

## Subespecies
Stramonita haemastoma compuesta por las siguientes subespecies:
- Stramonita haemastoma floridana (Conrad, 1837)
- Stramonita haemastoma haemastoma (Linnaeus, 1767)